# Kuramae Kokugikan
Kuramae Kokugikan (蔵前国技館 Kuramae Kokugi-kan) fue un edificio situado en el vecindario de Kuramae en Taitō, Tokio, que fue construido por la Asociación Japonesa de Sumo siendo inaugurado en 1950. La asociación necesitaba una localización permanente para sostener los torneos de sumo, ya que Kokugikan fue tomada por las fuerzas aliadas una vez concluida la Segunda Guerra Mundial. A causa de esto, los torneos se celebraron en lugares como el Santuario Meiji y hasta estadios de béisbol. Los torneos se celebraron en el Kuramae Kokugikan hasta septiembre de 1984, y en enero de 1985 se inauguró el nuevo Ryōgoku Kokugikan.